# Sd.Kfz. 2

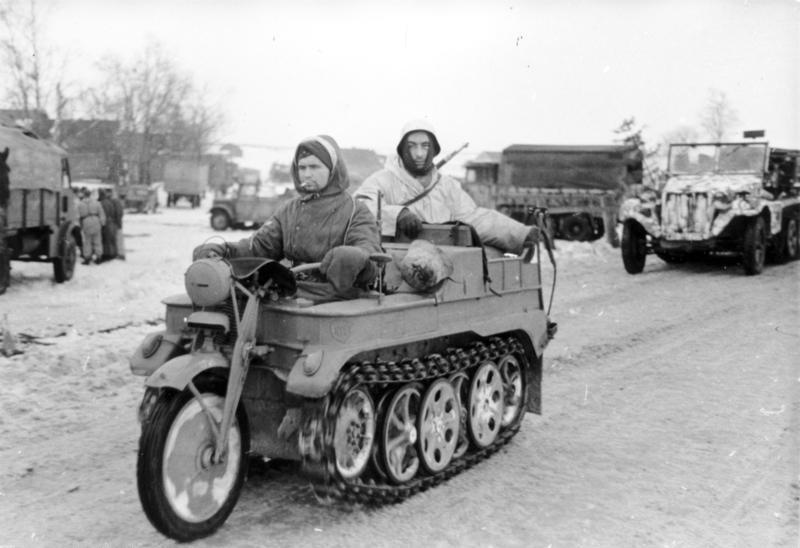
Kettenkrad hiver 1943-1944 en Russie.

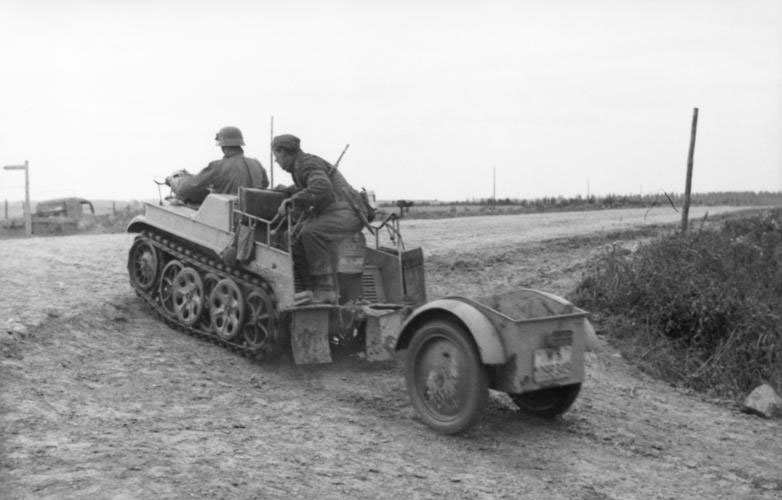
Kettenkrad avec remorque, Russie, 1943.

Le Sd.Kfz. 2, plus connu sous les noms de Kleines Kettenkraftrad HK 101 (en français : « motocyclette à chenilles »), abrégé en Kettenkrad, est un « Sonderkraftfahrzeug » (abrégé en « Sd.Kfz. »), ce qui signifie en français « véhicule spécial à moteur », ayant la numérotation « 2 ».
Il s'agit d'un modèle d'autochenille principalement utilisé pendant la Seconde Guerre mondiale. Produit de 1940 à 1948, il peut transporter deux hommes en plus du conducteur et atteindre une vitesse de 70 km/h. Son système de chenille lui permet d'aborder des terrains très accidentés.
Le projet initial était de fournir un tracteur pour les troupes aéroportées, le véhicule devant pouvoir être acheminé par des avions Junkers Ju 52.

## Historique

### Conception
Le Sd.Kfz. 2 a été conçu et construit par NSU Motorenwerke AG à Neckarsulm en Allemagne par Heinrich Ernst Kniepkamp.
Conçu et breveté en juin 1939, il est construit à partir de 1940 jusqu'en 1944, puis de 1945 à 1948.
Lorsque la Seconde Guerre mondiale éclate, NSU ne fabrique plus de moteurs, les ingénieurs vont donc adapter un Opel Olympia 38 pour leur moto.

### Seconde Guerre mondiale
Il était à l'origine conçu pour un usage militaire : il devait notamment pouvoir être parachuté depuis un Junkers 52,.
Il fut utilisé pour la première fois lors de l'invasion de l'Union soviétique en 1941.
Il était souvent utilisé par les unités Gebirgsjaeger (troupes alpines), ou engagé contre les partisans dans toute l’Europe, dans les Balkans, et en général dans tous les endroits accidentés ou boisés et les crêtes montagneuses. Deux versions existaient ensemble, avec des bobines de fils de téléphone de campagne de différentes tailles montées derrière le pilote, comme le SdKfz 2/1 et 2/2.
Cet engin blindé a été cité par Paul Carell, écrivain militaire allemand. Cette « moto » a permis de circuler dans la boue de la steppe russe (raspoutitsa). Son emploi est cité dans la bataille de la poche de Tcherkassy-Korsoun (Ukraine) comme estafette de transport d'un officier, le général Wenck.[réf. nécessaire]
D'abord utilisé comme transport de troupe, il fut par la suite utilisé à d'autres missions, notamment le déroulage de câbles téléphoniques à l'aide de deux bobines de 400 m de fil chacune ou une de 850 m ou bien pour le tractage de pièces d'artillerie légères.
À la fin de la guerre, la Luftwaffe dispose encore de beaucoup d'avions mais manque de pilotes expérimentés et d'essence. En effet, pour déplacer un avion sur une piste, il doit utiliser ses propres moteurs (en particulier les réacteurs des tout nouveaux Messerschmit Me 262 et Arado Ar 234), ce qui consomme beaucoup de carburant. À cela s'ajoute, les bombardements alliés qui exigent de tirer les avions loin des pistes d'envol pour les camoufler dans des abris souterrains ou sous des couverts végétaux. La Kettenkraftrad est alors utilisée comme tracteur de piste, notamment pour déplacer les Messerschmitt Me 163 Komet, des avions fusée qui larguent leurs roues au décollage et atterrissent sur un ski ventral.
Vers la fin de la guerre, le constructeur Stoewer de Stettin produisit aussi des Kettenkrads sous licence, intervenant pour environ 10 % de la production totale.

### Après-guerre
Après guerre, on cite des Kettenkrad récupérées en République démocratique allemande et qui avaient été reconverties en tracteurs agricoles ou en engins d'exploitation forestière. Certains exemplaires de collection sont homologués pour circulation routière.[réf. nécessaire]

## Production
Les statistiques données par le site officiel NSU sont :
- NSU : 7 571
- STOEWER : environ 1 300
- soit au total : 8 871

## Caractéristiques techniques
- Moteur : Opel Olympia 38 à essence avec refroidissement à eau, 4 cylindres en ligne OHV ; 1 478 cm3 ; 36 ch.
- Dimensions : longueur 2,74 m, largeur 1 m, hauteur 1,01 m.
- Poids à vide : 1 235 kg.
- Performances : vitesse max. 72 km/h sur route, 48 km/h tout terrain.
- Autonomie : 260 km sur route ; 190 km tout terrain.
- Capacité de traction : 450 kg[7]
- Equipage : 3 hommes (le chauffeur face à la route, les 2 soldats tournant le dos à la route)
- Boite de vitesses : 6 rapports (3 vitesses + 1 relais)[note 1].

## Conduite
La conduite du Kettenkrad se fait en tournant le guidon. Pour de petits changements de direction, la roue avant dirigeait le véhicule. Pour de plus amples changements, le guidon engageait automatiquement (par un système de tringlerie) les freins de chenilles, pour permettre de virer plus court.
L'utilisation d'une roue avant donnait plus de stabilité en conduite à grande vitesse (entre 70 et 80 km/h) et autorisait le virage en courbes larges. La conduite sans roue avant était possible mais recommandée seulement pour de très mauvais terrains.[réf. nécessaire]

## Dans la culture populaire

### Anime
Les personnages principales de l'anime Girls' Last Tour se déplacent à bord d'un Kettenkrad.

### Cinéma
Un Kettenkrad est visible dans les films Stalingrad, Breakthrough, Le Secret de Santa Vittoria, Max Manus, War Pigs et Black Book. Des soldats américains utilisent un Kettenkrad pris sur les forces allemandes dans le film Il faut sauver le soldat Ryan.